# طالب تشمن
طالب‌ تشمن هي قرية في مقاطعة هشترود، إيران. عدد سكان هذه القرية هو 218 في سنة 2006.